# Epioblasma haysiana
Epioblasma haysiana är en musselart som först beskrevs av I. Lea 1834.  Epioblasma haysiana ingår i släktet Epioblasma och familjen målarmusslor. IUCN kategoriserar arten globalt som utdöd. Inga underarter finns listade i Catalogue of Life.